# BusinessAcademy
BussinesAcademy (Бизнис Академија) је међународна образовна установа за пословну едукацију са седиштем у Београду, Србија и део је интернационалне компаније LINKgroup која се бави едукацијом кроз мрежу образовних институција.
Школа је овлашћена од одељења за међународне испите Универзитета у Кембриџу, HRC института, International Qualifications Network, CMI и других институција. Сертификати школе су признати у 627 високошколских институција, као и унутар кадровских служби регионалних и светских компанија.
BusinessAcademy је 2013. године примљена у чланство European Council for Business Education (ECBE), након седнице директора те угледне институције која је одржана у Бриселу.
Установа, као део компаније LINKgroup, учествује у организацији доделе бесплатног школовања за особе са инвалидитетом.

## О BusinessAcademy
Школовање се води по програму у трајању од 12 месеци, подељен у три триместра. По завршетку школовања могуће је стећи сертификате и стручна звања која издају Кембриџ, HRC институт и светски признате сертификационе институције. Све дипломе и стручни сертификати су признати у земљи и иностранству.
Представништва школе налазе се у Новом Саду, Сарајеву, Бањалуци, Букурешту, Темишвару и Кишињеву.
Током школовања на Бизнис Академији у учењу се примењује метода наставе под називом Архитектура сазнања која се заснива на примени савремених медија у преносу вештина. Знање које се добија на овај начин је високостручно.

## Одсеци
Школовање се изводи кроз 13 одсека који покривају следеће пословне области:
- Cambridge пословни програм
- Менаџмент људских ресурса
- Стратегијски и оперативни менаџмент
- Маркетинг
- Продаја
- Међународни бизнис
- Финансијски менаџмент
- Менаџмент пројеката
- Пословна администрација
- Предузетништво
- Односи са јавношћу
- Инвестициони менаџмент и берзанско пословање
- Менаџмент промета непокретности

Пословна знања и вештине се изучавају кроз 168 различитих курсева са укупним фондом од 896 часова.

## Начини школовања
BusinessAcademy поред традиционалног присуствовања предавањима пружа могућност учења на даљину (online учење). На овај начин се организује и полагање испита. Полазници који се школују online у могућности су да слушају сва предавања као и традиционални полазници, да читају све материјале, решавају тестове и задатке, раде са професорима и заказују консултације. Online преноси предавања омогућени су и за традиционалне полазнике.

## Партнерства и сертификати
Школа кроз партнерства са светским установама нуди бројне сертификате, а неки од њих су:
Cambridge International Examinations (CIE) - стицањем квалификације стручних једногодишњих Кембриџ пословних студија добијају се следећи сертификати.
- Cambridge International A&AS level Business
- Cambridge International A&AS level Economics
- Cambridge International A&AS level Accounting

HR Certification Institute (HRCI) - сертификација менаџера људских ресурса обезбеђује се преко партнерства са водећим светским институтом за HR сертификацију, HRCI из Сједињених Америчких Држава.
- PHR® (Professional in Human Resources)
- SPHR® (Senior Professional in Human Resources)

European Computer Driving Licence (ECDL) - ECDL је међународно признат сертификат у области употребе рачунарских технологија.
International Project Management Association (IPMA) - сертификат из области управљања пројектима по програму Међународног удружења за управљање пројектима.
- YUPMA

Chartered Management Institute (CMI) - међународна институција за професионалну сертификацију менаџера.
- Award in First Line Management
- Certificate in First Line Management
- Diploma in First Line Management
- Award in Management and Leadership
- Certificate in Management and Leadership
- Diploma in Management and Leadership

International Qualifications Network (IQN) - глобална организација у области бизниса и финансија.
- Diploma in Marketing (DipMkt)
- Diploma in Economics (DipECO)
- Diploma in Human Resource Management (DipHRM)
- Certified Project Management Analyst (CPMA)
- Certified Finance Specialist (CFS)

Google AdWords и Google Analytics - Google сертификати представљају званичну потврду познавања најновијих алата и техника за online маркетинг и дигиталну аналитику.
- Google AdWords Certified Professional
- Google Analytics Certified Professional